# Redowskia
Redowskia é um género botânico pertencente à família Brassicaceae.